# Поло
Поло (од тибетанског pulu (лопта)) је игра коњаника с лоптом и штапом помоћу којег учесници гурају малу дрвену лопту у противнички гол, настојећи да противнику дају што више голова, а приме што мање. Поло је традиционални теренки спорт и један од најстаријих тимских спортова.
Поло се назива „краљевским спортом“ и постао је навијачки спорт за љубитеље коњичких вештина и високо друштво, често подржан спонзорством. Концепт игре и њене варијанте датирају од 6. века пре нове ере до 1. века нове ере, а настали су из коњичких игара које су играли номадски ирански народи. Овај спорт је у почетку био игра за обуку персијских коњичких јединица, обично краљевске гарде или других елитних трупа. Значајан пример је Саладин, који је био познат по томе што је био вешт поло играч, чему је допринела његова коњичка обука. Овај спорт је сада је популаран у целом свету, са преко 100 земаља чланица у Међународној федерацији за поло, професионално се играо у 16 земаља и био олимпијски спорт од 1900. до 1936. године.
Поло арена може да има варијанте у затвореном/полуотвореном простору са сличним правилима, и у игри учествују три возача по тиму. Игралиште је мање, затворено и обично од набијеног песка или ситног агрегата, а често и у затвореном простору. Поло арена захтева више маневрисања због ограничења простора, и користи лопту надувану ваздухом, нешто већу од тврде чврсте лопте која се користи у теренском полу. Користе се стандардни маљеви, мада су опција и аренски маљеви са нешто већом главом.

## Историја
Верује се да је поло настао још пре нове ере. у Персији, одакле се ширио на исток у Тибет, Индију, Кину, Кореју и Јапан, а на запад до данашњег Истанбула. Стара персијска књижевност обилује описима ове игре. Тако је у епској поеми Шах-наме персијског песника Фирдусија (око 950 – око 1020) описан један „међународни поло меч“ између Ирана и Турана. Временом поло добија обележје спорта: игра се по утврђеним правилима, са одређеним бројем учесника (4-8), на прописаним и уређеним теренима.
Игра је 1869. пренета из Индије у Енглеску, где убрзо после првог меча (1871) стиче популарност. Године 1874. основан је водећи савез за поло у Уједињеном Краљевству (The urlingham Polo Association), који данас представља Међународни поло-савез. Из Велике Британије шири се у европске земље од Француске и Шпаније до Русије. У САД је поло први пут игран 1883, а савез за поло је основан 1890.

### Порекло и етимологија
Енглеско име игре потиче из језика Балти, од речи за „лопту“, polo. Та реч је сродна стандардном тибетанском pulu, што такође значи 'лопта'.‍:25
Иако тачно порекло игре није сигурно, многи научници сугеришу да је највероватније почела као једноставна игра коју су играли ирански и туркијски коњички номади у Централној Азији. Архаична варијација пола, регионално позната као бузкаши или кокпар, и даље се игра у деловима Централне Азије. Развијен је и формализован у древном Ирану (Персији) као „човган” (čowgān), поставши национални спорт којим се племство у великој мери бави. Жене су играле добро као и мушкарци. Током периода Партског царства (247. пре нове ере до 224. године), спорт је имао велико покровитељство под краљевима и племством. Према Оксфордском речнику касне антике, персијска игра лоптом била је важна забава на двору Сасанидског царства (224–651). То је такође био део краљевског образовања за сасанидску владајућу класу. Цар Шапур II научио је да игра поло са седам година 316. године.

#### Средњи век и рано модерно доба
Корисна за обуку коњице, ова игра се играла од Цариграда, где је цар Теодосије II изградио поло терен почетком 5. века, до Јапана у средњем веку. Игра се такође проширила на југ до Арабије и Индије и Тибета.
Абасидски Багдад је имао велико поло игралиште изван својих зидина, а једна од градских капија из раног 13. века, Баб ел Халба, добила је име по овим оближњим теренима за поло. Игру су затим подржавали монголски владари Персије у 13. веку, као и под династијом Сафавида. У 17. веку, трг Накш-е Џахан у Исфахану је изградио краљ Абас I као поло игралиште. Ту игру је рано научило и суседно Византијско царство. Циканистирион (стадион за играње циканиона, византијски назив за поло) саградио је цар Теодосије II (в. 408–450) унутар Велике палате у Константинопољу. У томе се истакао цар Василије I (в. 867–886); цар Александар (в. 912–913) је преминуо од исцрпљености док је играо, а цар Јован I Велики Комнин (в. 1235–1238) је умро од смртоносне повреде током игре.
Након муслиманских освајања династија Ајубида и Мамелука у Египту и Леванту, њихове елите су фаворизовале поло изнад свих других спортова. Познати султани као што су Саладин и Бајбарс били су познати по томе да су играли поло и подстицал своје дворове да учествују.. Поло штапови су били представљени као једно од одела на мамелучкој претечи модерних карата за играње. Европљани су трансформисали одело поло штапа у „детелину“ „латинских“ шпилова, пошто им је поло у то време био мало познат.

## Правила игре и опрема
У игри учествују две екипе, свака са по четири јахача. Терен (275 m х 180 m) је покривен травом. Ако је ограђен може бити нешто мањи (око 160 m). Утакмица има највише 8 делова или шукера (chukkers), сваки по 7,5 минута између којих је одмор од 3 минуте у којем се могу увести свежи коњи. На половини игре је одмор од 15 минута. Најчешће меч траје 6 шукера (укупно око један сат).
Гол (врата) су на средини краћих страна терена., обележена стубовима са распоном од 7,5 метара.
Такмичари ударају лопту штапом од бамбуса, који на доњем крају, има дрвену главу у облику дебље цигаре, дужине 20 до 23 cm. Штап и глава не чине прави угао и при ударању лопте мањи угао треба да је окренут коњу. Дужина и маса штапа зависе од телесне грађе играча, и дужина је обично од 122 до 147 cm, треба да је толика да из правилно седећег положаја може додирнути земљу. Горњи део дршке обложен је кожом и завршава се кожном омчом, која се ставља на руку тако да виси на зглобу десне руке.
Лопта је од врбова корена, пречника 8—8,5 cm, тешка 125 до 130 грама. У току игре добро одмерен и изведен ударац може да пошаље лопту на удаљеност од 100 m.
Одело јахача је трико-кошуља са кратким рукавима, беле чакшире и чизме, тропски шешир са улошком од плуте или алуминијума који штити од евентуалног ударца штапа или лопте. Мамузе морају бити без точкића. Рукавице су обавезне. Играч има право на мали корбач, који се држи у левој руци. Јахачи носе штитнике за колена.
Употребљава се „енглеско“ седло тежег типа за јахање. Коњ је зауздан пуном уздом, са виљушком (martingal). Све четири коњске ноге су бандажиране, како би се заштитили најосетљивији делови цеванице од случајног ударца штапа или лопте. Да коњи не би махањем репа ометали ударац, репови су им подвезани и увучени у кожне футроле. Данас се за поло најчешће користе коњи који су производ пунокрвне енглеске и арапске расе и добро грађених, чврстих и збијених, омањих кобила домаће расе. Коњи треба да су довољно брзи, чврсте конституције, кротке нарави, интелигентни да успешно прођу претходну обуку. Обука траје 2. године и више, па је зато цена обучених коња веома висока. За такмичење се узимају обично коњи стари од 6 - 12 година. Пре сваке утакмице коњи пролазе обавезан ветеринарски преглед.
Утакмицу суде тројица судија, од којих су двојица на коњима (по један за сваку половину игралишта), а одлуке доносе споразумно. Ако теренске судије нису сагласне, одлуку доноси врховни судија који се налази поред бочне линије терена или на повишеној трибини.
Осим на отвореном, постоји варијанта пола у дворани, и тада се тим састоји од три јахача.
Поло је најпопуларнији у Аргентини, Пакистану, Енглеској и САД где постоје и професионалне лиге. Поло је пет пута био на програму Олимпијских игара: Париза 1900, Лондон 1908, Антверпен 1920, Париз 1924. и Берлин 1936.